# Contratura

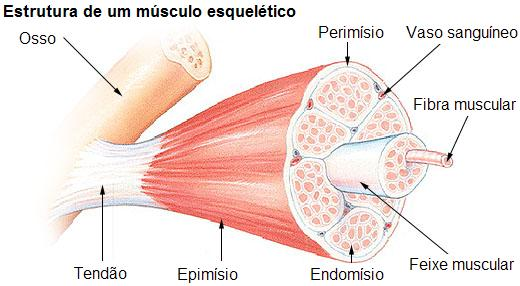
Estrutura de um músculo esquelético e suas membranas de tecido conjuntivo.

Uma contratura muscular ocorre quando o músculo se contrai de maneira incorreta e não volta ao seu estado normal de relaxamento, em resposta a uma sobrecarga de esforço continuado exercido sobre um músculo ou tendão, e ao qual os mesmos não estão acostumados. Na prática, esse encurtamento se dá pelo acúmulo de ácido lático, decorrente da respiração anaeróbia realizada pelas células musculares em esforço intenso.

## Tratamento
Já que não se trata de nenhum rompimento de capilares sanguíneos, não recomenda-se colocar gelo, pois gelo se tratando de lesões tem a função de constringir os micro vasos inibindo a irrigação de sangue para o local lesionado. O quanto antes possível, iniciar a aplicação de compressas quentes com ciclos de 30 minutos por cerca de cinco dias, ou até desaparecerem os sintomas.
Concomitantemente às compressas quentes, pode-se aplicar anti-inflamatórios tópicos e realizar alongamentos cuidadosos e de baixa intensidade na musculatura afetada de acordo com orientações médicas.
Atividades físicas só devem ser retomadas cerca de duas semanas após o desaparecimento dos sintomas, ou conforme critério médico.
Ao persistirem os sintomas procure o seu médico ou fisioterapeuta.